# Sainte-Eusoye
Sainte-Eusoye là một xã ở tỉnh Oise Hauts-de-France phía bắc Pháp. Xã Sainte-Eusoye nằm ở khu vực có độ cao trung bình 179 mét trên mực nước biển.